# 色名一覧
色名一覧（いろめいいちらん、しきめいいちらん）は、日本で用いられる様々な色の名前（色名）の一覧である。

## 一覧の見方
| 色      | 名前        | 漢字・英語 | 同色・混同色 | 備考           |
| ------- | ----------- | ---------- | ------------ | -------------- |
| #0F5474 | あいいろJIS | 藍色       | インディゴ   | アイで染めた色 |

- 色 色名が表す色を実際に示し、対応するRGB値（16進数およびsRGB色空間による、HTMLのcolor属性）を掲載する。ただし、ここで示したものは近似色であり、一つの例にすぎない。
- 名前 色の名前をひらがな・カタカナ表記で示す。「JIS」の表示は、日本産業規格（JIS）においてJIS慣用色名（JIS Z 8102:2001）に採用されている色名。
- 漢字・英語 色の名前を漢字・英語（あるいは他の言語）で表記してある。漢字がいくつか存在する場合は併記する。英語はイギリス英語・アメリカ英語で綴りが異なる場合はアメリカ英語を優先し、可能な場合には併記する。
- 同色・混同色 通常、同じ色として扱われる色、あるいは慣習的に混同されてきた色を示す。
- 備考 色名の由来、使用される状況、より一般的な表記への参照などを簡潔に示す。

## 注意
- 事実上、あらゆる色名を列記するのは不可能である。ここに挙げた色名は、現代の日本で日常的に使われるものを中心としている。諸言語における色名は、各言語版のウィキペディアを参照のこと。
- ひとつの色名に対応する色のイメージには幅があり、必ずしも一対一の対応はしていない（たとえば、赤の範囲には緋色や朱色なども含まれる）。そのため、ここに示したイメージおよびRGB値は、色名が表す代表的な一例に過ぎず、文献によっては同じ色名に対してここで示したものとは異なる色を採用している。
- ただし、同じ色名に対応する複数の色が互いに大きく異なる色相をもつ場合に限り、別色として扱った（例 薄色）。
- 同色あるいはきわめて類似した色、歴史的に混同される色であっても、色名が語源的に明らかに異なるものは別色として扱った（例 オレンジと橙色、樺色と蒲色）。
- 同色に対応する複数の色名が、単なる日本語表記上・音読上の揺れによるものであり語源的に同一であると考えられる場合については、同一項目内に併記あるいは代表的な表記への参照を促すことで対応した（例 インジゴ → インディゴ、こいねずみ → こいねず）。
- 色名の語尾に色を付随するかどうかは、一般的な慣習に従った（例 灰色や江戸紫）。ただし、どちらも一般的に用いられる場合は、色名であることを明確にするため色を付随する表記を優先し、他の例は表記の揺れとして上記と同様に扱った（例 藍色や臙脂色）。
- 外来語の色名の場合、語尾に色を表す単語を付随するかどうかは、一般的な慣習に従った（例 ターコイズブルーやアクアマリン）。ただし、どちらも一般的に用いられる場合は、色名であることを明確にするため色を表す単語を付随する表記を優先し、他の例は表記の揺れとして扱った（例 チョコレートブラウン）。ただし、両者が必ずしも同色とは言えない場合は別項目として扱った（例 ローズとローズピンク）。
- 外来語に対応する和名がある場合、両者が完全に同一視される場合でも文化的に若干異なるイメージを持つことがあるため、別項目として扱った（例 青とブルー）。